# 白楊社
白楊社（はくようしゃ、英: Hakuyosha Co.）は、日本にかつて存在した自動車メーカー、工作機械製造メーカーである。豊川順彌によって、1912年（明治45年／大正元年）に東京府巣鴨で創業され、1929年（昭和4年）に閉鎖された。
純国産の乗用車の製造を志向し、日本車の輸出第1号とされるオートモ号の製造・販売をしたことで知られる。

## 概要
1912年（明治45年）6月もしくは同年（大正元年）11月、豊川順彌によって、東京府・巣鴨で創業された。
元々は自動車製造を目的にして設立されたわけではなく、当初は研究機関や学校で必要とされる模型の製作を主な事業にしていた。
その後、旋盤や研磨機などの工作機械の製造と販売を始めた。米国滞在で着眼を得た豊川が、1917年（大正6年）に帰国して以降は自動車の研究開発を始める。また、豊川は米国で自動車関連を含むいくつかの製品の日本での販売代理権を取得して来ており、それらの販売を白楊社が扱うことになる。
帰国した豊川はまず自動車部品を作る工作機械を製作し、後、自動車の開発と生産に着手していくことになる。
1921年（大正10年）に試作車アレス号を完成させ、1924年（大正13年）11月にオートモ号を発売した。
発売当初から採算割れの販売だったことに加えて、1920年代半ばにフォードとゼネラルモーターズ（GM）が日本国内でノックダウン生産方式の大量生産を始めたことで、その対抗のため値下げをせざるを得ない状況となる。事業の継続は困難となり、1928年（昭和3年）にオートモ号の生産は終了し、白楊社も1929年（昭和4年）には解散した。
オートモ号は1925年（大正14年）に上海に輸出され、これは日本車としては輸出第1号とされる。

## 社名の由来
社名は『文選』を出典とする古詩「去者日以疎（去る者は日に以て疎し ）」中の「白楊多悲風（白楊、悲風多し）」というフレーズから取られたものである。
豊川本人は明言していないが、最初から倒産を覚悟していた命名であると指摘されており、工業を通じて「身を捨てても国の礎になろうとした」とされる。
豊川は会社が存続していた当時は社名の由来について明かしておらず、これは不吉さによって関係者を落胆させることを避けるためだったと考えられている。当時の白揚社は社名の由来について「表にポプラを植え並べてあるからそう命名した」と説明していた。

## 主な出身者
白楊社の従業員たちは、後に他の自動車会社に引き継がれていった。社主の豊川を含め、主だった関係者は当時30代であり、彼らは特に第二次世界大戦後に日本の自動車産業の基礎を形作る一助となり、「白楊社の功績は人材育成の点で顕著なものがある」とされている。
下記、( )内は白楊社時代の所属もしくは役職。
- 辻啓信（製造総括）

豊川順彌の東京高等工業学校時代以来の友人で、創業翌月の1912年7月に白楊社に入社。豊川と共に白楊社を創業したとされることが多い。1923年に退社。後に、東興貿易会社が扱うハーレーダビッドソンの修理・製造工場に移り、国産オートバイである陸王に携わる。

- 蒔田鉄司（工場長・総括）

東京高等工業学校時代の豊川二郎の友人（同級）。1913年に同校・機械科を卒業。日本製靴に入社するが、豊川二郎の勧誘により1919年に白楊社に入社。1927年6月に退社。
後、東京・大森の日本自動車自転車工場でエンジン（通称・JACエンジン）を設計し、自動二輪車のニューエラ（1928年）や三輪自動車に搭載される。大森の工場を発展させ、1932年（昭和7年）に日本内燃機を設立。わかば中型乗用車の試作、九五式小型乗用車（くろがね四起）の設計で知られる。

- 池永羆 （自動車部部長）

東京高等工業学校時代の豊川二郎の友人（同級）。1913年に同校・機械科を卒業。三菱造船長崎造船所、東京瓦斯電気工業を経て、豊川二郎の勧誘により1923年7月に白楊社に入社。1928年に退社。
小木田スプリングを経て、豊田自動織機製作所に入社。自動車部に所属し、1937年にトヨタ自動車工業が設立された際に同社の取締役となる。

- 佐々木昭二（主任設計技師）

東京高等工業学校時代の豊川二郎の友人（同級）。1913年に同校・機械科を卒業。大塚工場に入社するが、豊川二郎の勧誘により1923年12月に白楊社に入社。
豊川家の近所に住んでおり、白楊社閉鎖後も豊川と行動を共にした。

- 中村賢一（自動車部）

1923年（9月の関東大震災以降）に入社。後、日新工業（オート三輪の「サンカー」で知られる）や、帝国自動車工業（日野車体工業の前身）の社長となる。

- 渡辺隆之介（検査）

東京高等工業学校時代の豊川二郎の後輩。1923年（9月の関東大震災以降）に入社。
「白楊社技師」の肩書で、当時の自動車・航空雑誌である月刊誌『モーター』（極東書院）で、オートモ号の技術解説や試走レポートを寄稿している。
後、鐘淵デイゼルでブルドーザー製造に携わる。

- 大野修司（資材）

1925年に入社。後、トヨタ自動車工業の副社長となる。

- 堀口忠

後、日本精工の役員になる。

- 石井寿郎（技術）

後、ナショナル金銭登録機の技術者になり、その道の権威となる。

- 下房二（販売）

後、農業機械化の権威となる。

- 村上隆太郎（サービス関係）

後、日産自動車に入り、日産自動車が1951年に傘下に収めた新日国工業（日産車体の前身）で社長となる。

- 菅原敏雄（サービス関係）

友人の藤本軍次らとともに日本自動車競走倶楽部（NARC）を設立。

## 略史
1912年（明治45年／大正元年）
- 創業[2][1]。東京市外の巣鴨町1091番地に3,300m2（1,000坪）の敷地を確保し、工場を建設[23][1]。最初の数年の従業員数は15名ほど[23]。

1915年（大正4年）
- 12月、豊川順彌が渡米する[23][24]。

1916年（大正5年）
- 鉄工用具の製作・販売を開始[2]。

1917年（大正6年）
- 10月、豊川順彌が米国から帰国[23][25]。帰国に際して、農耕機、写真機、事務用機械の代理販売権のほか、マーサー（英語版）、オーバン（英語版）、ガードナー（英語版）といった自動車の日本における代理販売権を持ち帰る[23][25]。
- 豊川がダブルジャイロスコープの特許を持ち帰ったことで、父である豊川良平は息子の研究道楽を認め、財産の半分を与える[25]。
- 豊川は既に自動車社会となっていた米国での滞在を通じて、将来日本でも絶対に必要となると確信し、協力者を求めるが、自動車作りに賛成する者はなく[26][27]、良平含め親族一同からも猛反対を受ける[28]。

1918年（大正7年）
- 工作機械の製作・販売を開始[2]。
- 豊川順彌が日本工業倶楽部（前年3月設立。初代会長は豊川良平）の会員になるとともに、同会が所在する丸の内の建物の1階を借り受け、白楊社製の工作機械や前年に販売権を持ち帰った米国車の展示販売を始める[25]。

1918年（大正7年）もしくは1919年（大正8年）
- 東京市内の麹町区永楽町2丁目6番地に2,640m2（800坪）の敷地を確保し、自動車販売部（従業員数は約50名[23]）を設置[25]。米国車や、販売代理権を得たグッドイヤータイヤの取扱いを始める[25]。
- 販売権を得た自動車以外の米国製品を扱うため、京橋区中橋広小路町7番地に営業所（従業員数は約10名[23]）を新設[25]。

1920年（大正9年）
- 6月12日、豊川良平死去。遺産の全てが長男豊川順彌（白楊社社長）に相続される[3]。
- 白楊社が試作車（アレス号）の開発に着手[29]。

1921年（大正10年）
- この頃までに巣鴨工場に木工、鈑金、鍛工、鋳物、機械、組み立て、仕上げ、検査などの各部門が置かれ、従業員数は150名ほどになる[23]。
- 末、アレス号（S型とM型）が完成[5]。

1922年（大正11年）
- 3月、アレス号（S型とM型）が平和記念東京博覧会に出品され、銀賞（銀牌）を受賞[5]。

1923年（大正12年）
- 9月1日、関東大震災が発生。東京市内の路面電車網は壊滅、関東の多くの道路が被害を受ける。東京市はフォード・T型トラックを数百台揃えてバスに転用（円太郎バス）。
- 9月、オートモ号試作車の製作が始まる[6]。
- 空冷943㏄（Lヘッド）エンジンを搭載した改良型アレス号が完成[5]。

1924年（大正13年）
- オートモ号試作車が完成[6]。改良型アレス号とともに各地で試走を重ねる[6]。
- 8月末、オートモ号試作車が東京から大阪までの40時間ノンストップのテスト走行に成功[6]。
- 11月、オートモ号を発売[6]。

1925年（大正14年）
- 2月、横浜で日本フォード自動車社が設立され、横浜工場でT型のノックダウン生産を開始。
- 11月、オートモ号の価格改定（値下げ）を行う[30]。
- 11月25日、オートモ号が上海に輸出される[9][10]。（日本車の輸出第1号）
- 12月6日、東京・洲崎で開催された日本自動車競走大会（第8回大会）で、唯一の国産車として参戦したオートモ号（レース仕様）が予選1位、決勝2位となる[31]。

1926年（大正15年／昭和元年）
- オートモ号の販売台数がこの年にピークを迎える。
- 4月、市販仕様のオートモ号が大阪─東京間のノンストップレースに参加し、完走を遂げる[32]。

1927年（昭和2年）
- 春、空冷1,331㏄の大排気量エンジンを搭載したオートモ号が発売され、従来の943㏄エンジンは生産を終了。
- 4月、大阪でゼネラルモーターズがノックダウン生産を開始。
- 夏、水冷1,487ccのエンジンを搭載したオートモ号が発売され、従来の空冷エンジンは生産を終了。
- 8月、日本オーバン商会が設立され、オーバンの代理販売権が白楊社から日本オーバン商会に移される[33]。

1928年（昭和3年）
- 2月、白楊社の京橋区中橋広小路町の営業所が区画整理のため閉鎖され、巣鴨の工場内に移転される[34]。
- 春、オートモ号の生産終了。白楊社も事実上解散する[10]。

1929年（昭和4年）
- 春、残務処理が終わり、白楊社の巣鴨工場が閉鎖される[10]。